# Яренск
Я́ренск — село (до 1924 — город) на юго-востоке Архангельской области. Административный центр Ленского района и Сафроновского сельского поселения.
Население — 3126 чел. (2021).

## География
Село расположено на реке Кижмола недалеко от места её впадения в Вычегду, в 22 км от ближайшей железнодорожной станции Межог (Республика Коми), в 1011 км от Архангельска (по железной дороге).

## Название
Село названо по протекающей к западу от него реке Яренга, название которой, по одной из версий, восходит к коми-зырянскому яран — оленевод, по другой — может быть интерпретировано через финно-угорские языки как «озёрная река».

## История
Год основания Яренска точно не установлен. Первым письменным упоминанием о нём считается запись в Вычегодско-Вымской (Мисаило-Евтихиевской) летописи под 1384 годом, содержащая сведения о святителе Стефане Пермском, уроженце Великого Устюга, который, продвигаясь вверх по Вычегде, основал монастырь на «Еренском горотке», что послужило основанием для празднования в 1984 году 600-летия Яренска: 

Лета 6892 [1384] приде Стефан от Москвы благословением митрополита и жалованием князя великого Дмитрия Ивановича и бояр его почал строити святые церкви и монастыри. Создана бысть обитель его болшая, потом епискупия на Устьвыми на владычном горотке. Владыко Стефан на Устьвыме создвиг большой соборный храм Благовещения пересвятые Богородицы и другой меньшой храм монастырской архистратига Михаила, да манастырские ж и на Вотче и на Еренском горотке, поставил игумен, и попы и дьяконы в оных.— Вычегодско-Вымская (Мисаило-Евтихиевская) летопись
В 1389 году на Еренский городок совершено нападение язычников-коми с Удоры и с Пинеги, которые подожгли и разграбили монастырь и «людей монастырских посекли».
В 1485 году царь Иван III Васильевич включился в конфликт из-за общинных земель, рыболовных и охотничьих угодий на Вычегде, принадлежавших государственным крестьянам; на эти территории претендовали пермские епископы. В жалованной грамоте царь подтвердил права крестьян на территории, «которые были их дедины и отчины». В ней, в частности, перечислены реки, окружающие Яренск: «речка Яренга, да речка Кижмыла, да речка Кишор», а также передаются Вымским князьям Петру и Фёдору «под Еренским городком озеро да курейка». 
В 1606 году в Еренский городок царём Василием Ивановичем Шуйским был впервые послан воевода — Василий Яковлевич Унковский. Еренский городок стал центром Еренского (с конца XVII века — Яренского) уезда.
Первоначальным местом расположения «Еренского горотка» являлся холм у нынешней юго-западной границы села, известный как «старый городок», до середины XVII века вблизи этого холма протекала река Вычегда, позже изменившая своё русло.
В писцовой книге за 1628 год населённый пункт упоминается как «город Еренский на реке Вычегде, на осыпи острог и башни венчаны». Согласно этому документу, в остроге находились: воеводский двор, таможенная и съезжая избы и казначейский амбар с зельем, а городской наряд состоял из 12 пищалей затинных, 38 рушниц, 2209 ядер железных и 400 треск.
В связи с тем, что Вычегда из года в год подмывала холм, в 1632 году царь Михаил Фёдорович подписал указ, предписывающий яренскому воеводе М. К. Грязнову перенести острог и посадские дома на левый берег Кижмолы. В итоге, в 1635 году город был перемещён ближе к Архангельскому монастырю, но уже несколько лет спустя, после естественного изменения русла Вычегды, Яренск оказался на значительном удалении от этой реки.
В 1708 году, в ходе административной реформы Петра I, Яренский уезд вместе с Хлыновским уездом был отнесён к учреждённой Сибирской губернии. С 1715 года доля (счётная единица при учёте населения) стала, вместо уезда, территориальным округом во главе с ландратом (одной из главных задач которых являлось проведение новых переписей населения). Приказную избу в Яренске заменила ландратская канцелярия.
При разделении губерний на провинции в 1719 году к Устюжской провинции Архангелогородской губернии был приписан Яренский дистрикт, находившийся до этого в Сибирской губернии.
Посетивший Яренск в 1771 году академик Иван Лепёхин писал:

Город построен почти в одну улицу и разделён глубокими буераками. В нём одна каменная церковь и три деревянных, а также прочего деревянного как казённого, так и обывательского строения — 171 дом.
24 сентября 1869 года начало работу первое Яренское Земское собрание, состоявшее из 15 гласных от сельских обществ.
После Февральской революции в Яренском уезде, как и по всей бывшей Российской империи, создаются Советы: 6 апреля 1917 года образован Совет солдатских депутатов (с июня 1917 года преобразован в Совет рабочих и солдатских депутатов), а 30 мая 1917 года — Совет крестьянских депутатов. Большинство руководящих постов в этих Советах занимали эсеры.
В июне 1918 года состоялся IV уездный съезд Советов, на котором было ликвидировано Земское собрание, а взамен него учреждён уездный исполком, руководящие посты в котором также достались эсерам.
В ходе Гражданской войны, летом 1918 года Яренский уезд оказался в прифронтовой полосе. В конце августа 1918 года «для работы среди населения» в Яренск прибывают политработники 6-й армии РККА, которые при активном содействии местных коммунистов, братьев Павла и Степана Покровских, и специально посетившей Яренск Р. С. Землячки, к 1 сентября 1918 года создают первую уездную ячейку РКП(б), состоявшую из 9 коммунистов и 24 им сочувствующих.
С 1 по 4 октября 1918 года состоялся V Чрезвычайный уездный съезд Советов. Взамен «эсеровского» исполкома он избрал исполком «большевистский», председателем которого стал Павел Покровский.
Осенью 1919 года белыми предпринимается попытка установить контроль над Яренским уездом. Для этой цели генерал-губернатор Северной области и главнокомандующий Северной армией Е. К. Миллер в Архангельске собирает вооружённое формирование под названием «Особый вычегодский добровольческий отряд», руководителем которого назначает бывшего ротмистра царской жандармерии капитана Орлова. Двигаясь по рекам Мезени и Вашке, отряд Орлова достигает среднего течения Вычегды.
30 октября 1919 года в Яренске, с целью защиты города от захвата белыми, под руководством Степана Покровского формируется революционный комитет.
В ночь на 6 ноября 1919 года, после боя, в котором в числе прочих был убит Степан Покровский, отряд Орлова овладел Яренском.
Для предотвращения захвата белыми Котласа и ликвидации угрозы тылам 6-й армии, Реввоенсовет отправляет в окрестности Яренска отряд моряков-балтийцев под командованием военмора А. И. Мякишева с артиллерией, который, прибыв на место и объединившись с другими отрядами и местными партизанами, в ночь на 28 ноября 1919 года одержал победу над белыми в окрестностях села Лена, а 29 ноября восстановил советскую власть в Яренске.

## В качестве места ссылки
Яренск традиционно играл роль места ссылки; например, в конце XVII века сюда на некоторое время был сослан Василий Васильевич Голицын.
В конце XIX — начале XX века в Яренск было выслано большое количество политических ссыльных, в том числе: будущие бакинские комиссары Я. Д. Зевин и И. Т. Фиолетов; будущие наркомы В. П. Милютин и В. Н. Подбельский; а также будущие советские государственные и партийные деятели: А. Я. Аросев, А. И. Догадов, К. И. Николаева, П. Г. Смидович, В. В. Фомин, М. Ф. Шкирятов, А. М. Сливкин и другие. Известный эсер и анархист А. А. Карелин два месяца находился в ссылке в Яренске (с 7 (19) марта 1892 года), а затем отбывал её в Вологде.
В те годы ссыльные составляли значительную долю населения Яренска. Так, например, в 1908—1912 годах в городе проживало 1440 человек, из которых более 500 человек являлись ссыльными.
В 1920—1950-х годах Яренск и его окрестности служили местом ссылки спецпереселенцев (в том числе — раскулаченных) из западных и южных районов СССР.

## Административно-территориальное подчинение
В древнейшие времена Еренский городок входил в состав земли под условным названием Пермь Вычегодская, на территории которой не позднее 1546 года основан Вычегодский уезд, позднее переименованный в Вымский.
В 1606 году в ходе реформ царя Василия IV Шуйского был образован Яренский уезд под управлением воеводы, с административным центром в Еренском городке. Яренский уезд (в 1719—1727 годах — Яренский дистрикт), в последующем неоднократно менявший границы и административное подчинение, просуществовал до 1922 года, а Яренск всё это время оставался его административным центром
В 1708 году Пётр I разделил государство на восемь губерний, в результате чего Яренск с уездом был причислен к Сибирской губернии, а после образования Российской империи в 1719 году — передан в состав Великоустюжской провинции Архангелогородской губернии.
25 января 1780 года в результате областной реформы Екатерины II Яренский уезд был причислен к Великоустюжской области Вологодского наместничества, а 5 февраля того же года Яренск получил статус уездного города, с присвоением герба.
После смерти Екатерины II, в конце 1796 года, её сын Павел, едва вступивший на императорский престол, не дожидаясь официальной коронации, отменил наместничества и вновь разделил Российскую империю на губернии, в результате чего Яренский уезд стал относиться к Вологодской губернии, в составе которой находился до установления советской власти.
17 июня 1918 года Яренский уезд включён в состав вновь учреждённой Северо-Двинской губернии РСФСР.
С мая 1918 года по 24 февраля 1919 года Яренский уезд входил в Союз коммун Северной области, сперва в составе Вологодской губернии, а с 17 июня 1918 года — Северо-Двинской губернии.
С 6 по 28 ноября 1919 года Яренск входил в состав Северной области «белых».
С 29 ноября 1919 года — вновь в Северо-Двинской губернии РСФСР.
22 августа 1921 года, в соответствии с декретом ВЦИК, Яренский уезд был разделён по национальному признаку: его часть, где в составе жителей имелась значительная доля коми, отошла в состав учреждённой Автономной области Коми (зырян), а на территориях, где подавляющую часть населения составляли русские, был образован «временный» Яренский район, присоединённый к Сольвычегодскому уезду Северо-Двинской губернии. Постановлением ВЦИК от 6 февраля 1922 года Яренский уезд ликвидирован окончательно.
В соответствии с постановлением ВЦИК от 19 апреля 1924 года, с 1 июня 1924 года в составе Северо-Двинской губернии образован Ленский район, где Яренску первоначально отводилась роль заштатного села, а районным центром предполагалось сделать село Лена (от которого произошло название района), но ввиду того, что в Лене не нашлось подходящих зданий для размещения необходимых райцентру учреждений, Яренск, хоть и утратил городской статус, но стал административным центром нового района, название которого решили не менять.
1 октября 1929 года Яренск, как и весь Ленский район, вошёл в состав Северо-Двинского округа Северного края, а с июля 1930 года, в связи с ликвидацией округа, непосредственно в Северный край; с 5 декабря 1936 года — в состав Северной области, а с 23 сентября 1937 года — Архангельской области.
В советское время Яренск являлся также административным центром Сафроновского сельсовета, а с 2006 года стал административным центром учреждённого взамен него Сафроновского сельского поселения.

## Население
| 1867 | 1959  | 1970  | 1979  | 1989  | 2002  | 2010  | 2012  | 2021  |
| ---- | ----- | ----- | ----- | ----- | ----- | ----- | ----- | ----- |
| 1157 | ↗2656 | ↗2956 | ↗3978 | ↗4246 | ↘4085 | ↘3660 | ↗4441 | ↘3126 |

| Численность населения, чел. | Численность населения, чел. | Численность населения, чел. | Численность населения, чел. | Численность населения, чел. | Численность населения, чел. | Численность населения, чел. |
| 1897                        | 1959                        | 1970                        | 1979                        | 1989                        | 2002                        | 2010                        |
| --------------------------- | --------------------------- | --------------------------- | --------------------------- | --------------------------- | --------------------------- | --------------------------- |
| 993                         | 2656                        | 2956                        | 3978                        | 4246                        | 4085                        | 3660                        |

В 1890-х годах в городе проживало 1407 человек — 697 мужчин и 610 женщин.

### Языковой состав
Родной язык населения по данным переписи 1897 года:
| Язык                         | Численность, чел. | Доля     |
| ---------------------------- | ----------------- | -------- |
| Русский («великорусский»)    | 921               | 92,75 %  |
| Коми-зырянский («зырянский») | 64                | 6,45 %   |
| Другие                       | 8                 | 0,80 %   |
| Итого                        | 993               | 100,00 % |

В настоящее время официальным и основным языком села является русский.

## Экономика
В XVI — начале XVII веков через Яренск проходили торговые пути из Европы на Урал и в Сибирь по рекам Вычегде, Яренге, Выми, Ижме и Печоре, что способствовало росту его благосостояния, в том числе в экономическом плане. Однако в середине XVII века пути перемещения товаров претерпели изменения, оставив Яренск в стороне, после чего его развитие пошло на спад.
Отбывавший в начале 1890-х годов ссылку в Вологодской губернии (в том числе — в Яренске) экономист и адвокат А. А. Карелин опубликовал в 1895 году очерк экономики Яренского уезда и Яренска, отмечая, что в городе слабо развиты промышленность и торговля и «нельзя назвать ни одного занятия, которое можно бы было считать главным», а расходы города превышают его доходы.
17 августа 1921 года, согласно подписанному В. И. Лениным декрету Совета труда и обороны, в Яренске создан лесорайон треста «Северолес», а в сентябре 1930 года — Ленский леспромхоз, в 1974 году ставший подразделением нового объединения «Ленсклес».
В 1929 году посредством объединения хозяйств крестьян Яренска и деревни Черепановки основан колхоз имени братьев Васильевых, а позже — совхоз «Яренский».
В 1933 году начала поставку электроэнергии на нужды Ленского района Кижмольская ГЭС. К началу 1980-х годов район полностью перешёл на централизованное энергоснабжение.
В первой половине 1980-х годов, в соответствии с решениями майского (1982 года) Пленума ЦК КПСС, создано агропромышленное объединение Ленского района.

## Культура и туризм

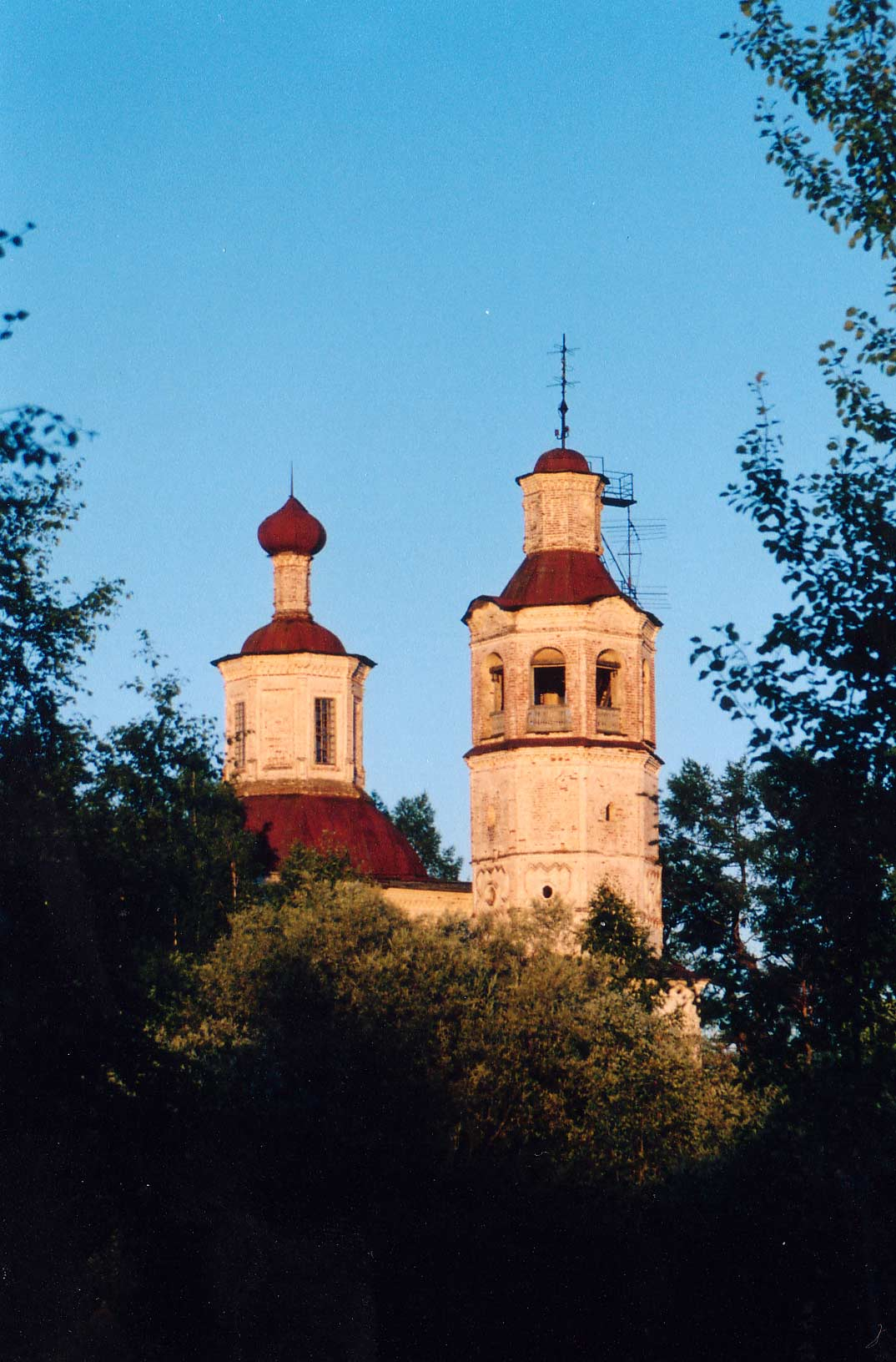
Спасо-Преображенский собор — один из символов Яренска.

### Музеи
- Яренский районный краеведческий музей. С 1930 года располагается в здании бывшего Спасо-Преображенского собора 1745—1765 годов постройки[1] (набережная Подбельского, дом 9).

### Учреждения культуры
В Яренске действует муниципальное бюджетное учреждение культуры «Центр народной культуры и туризма» (улица Володи Дубинина, дом 4а), объединяющее несколько учреждений Ленского района. Непосредственно в райцентре его подразделениями являются:
- Яренский дом культуры (улица Володи Дубинина, дом 6).
- Резиденция Матушки Зимы (улица Володи Дубинина, дом 1). Основана в 2012 году в рамках проекта «Сказочная карта России».

### Объекты, связанные с историей Яренска
- «Старый городок» — холм, на котором до 1635 года располагался Еренский городок[1].
- Памятник жертвам Гражданской войны, на месте захоронения борцов за советскую власть[30], погибших в ноябре 1919 года[1] (улица Братьев Покровских).
- Памятник и парк в честь 600-летия Яренска (улица Октябрьская), заложенные в 1984 году[1].

## Герб
Герб Яренска был утверждён Екатериной II 2 (13) октября 1780 года. В верхней половине щита располагается Вологодский герб, как губернский, а в нижней части щита две белки, скачущие по полю:
«…две белки натурального цвета в серебряном поле, означающие, что жители сего города кожами тех зверьков производят довольно знатный торг».

## В литературе
Яренский краевед Олег Угрюмов выделял два значимых литературных произведения с поверхностными упоминаниями Яренска. В романе Даниеля Дефо «Дальнейшие приключения Робинзона Крузо» в Яренске в 1704 году побывал герой книги Робинзон Крузо:
Из Вестимы мы прибыли третьего июля к Яренску, где наняли две больших баржи для наших товаров и одну для себя, 7-го июля отчалили и 18-го благополучно прибыли в Архангельск, проведя в пути один год, пять месяцев и три дня, включая восьмимесячную остановку в Тобольске.
— Даниель Дефо
В 2004 году в Яренске торжественно отмечалось 300-летие прибытия этого вымышленного персонажа в город.
В Яренске прошли первые месяцы жизни князя Михаила Алексеевича Голицына, реального персонажа исторического романа Лажечникова «Ледяной дом», выведенного в книге как шут Квасник.

## Известные уроженцы
В Яренске родились:
- Глотов, Степан Гаврилович (1729—1769) — мореплаватель, исследователь Камчатки, Аляски и Алеутских островов.
- Игин, Фёдор Иванович (1816—1856) — художник, живописец-портретист.